# Wilsberg: Schuld und Sünde
Schuld und Sünde ist die 13. Folge der Fernsehfilmreihe Wilsberg. Die Erstausstrahlung erfolgte am 5. März 2005 beim ZDF. Regie führte Buddy Giovinazzo, das Drehbuch wurde von Ulli Stephan und Norbert Eberlein geschrieben.

## Handlung
Wilsberg trifft auf seine Jugendliebe Katharina. Diese hat inzwischen zwei Kinder, Lars und Alena, und ist mit Matthias glücklich verheiratet. Manni, Wilsberg, Katharina und Matthias gehen zusammen in eine Kneipe, um gemeinsam Billard zu spielen. Katharina verlässt die Runde als erste, Manni folgt ihr. Schließlich zieht auch Matthias weiter. Auf der Straße vor der Kneipe findet Wilsberg Katharinas Schal und folgt Matthias, um ihm den Schal zu geben. Wilsberg stellt dabei fest, dass Matthias in eine andere Kneipe fährt, um die studentische Angestellte Nana zu treffen.
Wilsberg beschließt, der Ehe von Katharina und Matthias, die ihm inzwischen in einem anderen Licht erscheint, nicht zum Scheitern zu verhelfen, und verschweigt beiden seine Beobachtungen. Am nächsten Tag erhält er einen Anruf von Nana, der ihn in die Wohngemeinschaft von Lilly, Nana und Jens führt. Die Studentinnen, die in ihrer Wohnung ein Bordell betreiben, erhalten seit einiger Zeit Drohanrufe. Nana vermutet, dass es sich um einen ihrer Freier, Matthias, handelt, der einen Stimmverzerrer bei seinen Telefonaten einsetzt, und dass er sie aus Eifersucht zur Aufgabe ihres Gewerbes bringen will. Wilsberg observiert daraufhin Matthias, beobachtet ihn in einem intimen Moment mit Nana in der Stadtbücherei und folgt ihm zum Alten Steinweg, wo er ihn bei einem Telefonat an einem öffentlichen Münzfernsprecher sieht. Um seinen Verdacht zu überprüfen, Matthias habe erneut auf den Anrufbeantworter der Mädchen gesprochen, fährt er zu deren Wohnung. Weil ihm niemand die Tür öffnet, verschafft er sich eigenständig Zutritt zur Wohnung. In der Küche findet er Lilly, die in einer Blutlache liegt, die aus ihrem Schädel hervorquillt. Nana kauert in einer Ecke des Nebenraums und ist völlig aufgelöst. Wilsberg ruft daraufhin Kommissarin Anna Springer an, um ihr den Tod der Studentin zu melden. Noch bevor Springer eintrifft, kehrt Jens zurück und findet seine tote Freundin in der Küche.
Wilsberg vermutet, dass der tödliche Angriff eigentlich Nana gegolten habe, da Lilly zum Zeitpunkt ihres Todes eine Perücke getragen hat, um Nana bei ihrem Freier zu vertreten. Nana wiederum ist der Meinung, dass Matthias  der Täter ist, da er verhindern will, dass Nana mit Jens und Lilly aufs Land zieht. Dort hat sich Lilly bereits ein abgelegenes Haus fernab der Westfalen-Metropole ausgesucht. Ferner hat sie Pläne für den gemeinsamen Umzug der drei Freunde geschmiedet. Als Matthias eines Abends auf dem Hinterhof der Kneipe, in der Nana arbeitet, mit einem Messer angegriffen wird, nimmt Wilsberg eine weitere Fährte auf. Er unterstellt Jens, dass dieser Lilly aus Eifersucht getötet haben könne.
Manni geht unterdessen seinen eigenen Ermittlungen nach, um die Interessen der Stadt Münster zu wahren. Er vermutet, dass der Stadt schwergewichtige Steuereinnahmen verloren gehen, weil diese unkontrollierte Prostitution nicht unterbindet. Nach einem ersten Gespräch mit Nana trifft er sich später mit Jens, von dem er erfährt, dass dieser plant, aus seinem und Lillys Vermögen ein Bordell unter dem Namen Chez Fritz am Bahnhof zu eröffnen.
Bei einem weiteren Besuch in der Wohngemeinschaft entdeckt Wilsberg, dass aus der gegenüberliegenden Wohnung Fotos von den Besuchern gemacht werden. Auf einem der Bilder erkennt Wilsberg seine Jugendliebe Katharina wieder. Diese konfrontiert er mit seiner Entdeckung. Darauf erwidert sie Wilsberg, dass sie von den Affären ihres Mannes schon seit längerer Zeit wusste, aber die Hoffnung noch nicht verloren habe, ihr Mann könne sich erneut für sie und ihre gemeinsamen Kinder entscheiden.
Jens stattet Matthias einen Besuch in dessen Zweitwohnung ab, die er für die Treffen mit Nana angemietet hat. Er überwältigt Matthias und versucht ihn mit vorgehaltener Waffe zu zwingen, eine tödliche Überdosis Schlaftabletten zu schlucken, um den Tod wie einen Selbstmord aussehen zu lassen. Im letzten Augenblick erscheint Wilsberg, der Jens entwaffnet. Die Waffe ergreift Nana und richtet sie auf Matthias. Jens gesteht Nana seine Liebe und kann sie dazu bringen, Matthias nicht zu töten.
Es kommt heraus, dass Lilly ihr Vermögen Matthias anvertraut hatte. Matthias hatte dieses in hochspekulative Geschäfte investiert und dabei verloren. Während Lilly plante, ein Haus auf dem Land zu erwerben, wollte Jens mit diesem Geld ein Bordell in Münster eröffnen. Bei einem Streit in der Küche kam es zu einem Handgemenge zwischen Lilly und Jens, bei der Jens das Mädchen wegschubste und ihr Kopf an der Arbeitsfläche der Küche aufschlug.
Jens wird von der Polizei um Anna Springer abgeführt. Wilsberg empfiehlt Nana den seiner Meinung nach besten Anwalt Münsters, um Jens vor Gericht zu vertreten, falls es sich wirklich um einen Unfall gehandelt haben sollte.
Katharina trennt sich von Matthias und zieht mit ihren Kindern zu ihrem Bruder.

## Hintergrund
Der Arbeitstitel der Folge lautete Wilsberg und das Objekt der Begierde. Die Dreharbeiten zu der Folge Schuld und Sünde begannen am 10. August 2004 und endeten am 8. Oktober 2004. Es wurde an verschiedenen Orten in Münster gedreht. Einige Aufnahmen entstanden vor und im Antiquariat Solder, in dem das Antiquariat Wilsberg der Fernsehserie angesiedelt ist. Weiterhin ist die in unmittelbarer Nähe befindliche Überwasserkirche zu sehen, die später erneut im Hintergrund einer Szene in Erscheinung tritt, die in der Kreuzstraße im Kuhviertel am blauen Haus, einer der ältesten Studentenkneipen Münsters, spielt. Weitere Szenen entstanden im sowie vor der Stadtbücherei Münster, an der angrenzenden Lambertikirche sowie am Alten Steinweg. Die Aufnahmen, die die Polizeistation zeigen, wurden im Bispinghof aufgezeichnet. Vor dem Schloss wurde für die Dreharbeiten ein Café aufgebaut. Der Abspann der Folge wurde am Prinzipalmarkt vor der Lambertikirche aufgezeichnet. Die Adresse der Wohngemeinschaft, in der die getötete Studentin aufgefunden wird und die mit Preußenstraße 60 angegeben wird, existiert hingegen nicht im Stadtgebiet Münsters. In Köln-Ehrenfeld wurde in der Cocktailbar Rubinrot in der Sömmeringstraße gedreht.
Am 23. Juni 2005 wurde die Folge zusammen mit der 14. Folge Todesengel von Polarfilm auf DVD mit FSK-12-Freigabe veröffentlicht. Die DVD enthält neben den beiden Hauptfilmen als Bonusmaterial ein Making-of sowie ein Porträt über die Stadt Münster.
Der Running Gag „Bielefeld“ verweist in dieser Folge auf ein von Alex Holtkamp gefundenes Stellenangebot als studentische Umzugshilfe, die bei einem Umzug nach Bielefeld behilflich sein soll.
Buddy Giovinazzo drehte bereits 2003 einen Film in Münster, nämlich die Tatort-Folge Dreimal schwarzer Kater, bei der ebenfalls Christian Maria Goebel zu sehen ist.
Im Intro der Folge ist im Antiquariat ein Buch mit dem Titel Die Heiligen heute ehren zu sehen, das im Kontrast zum Titel der Folge steht.

## Rezeption

### Einschaltquoten
Die Erstausstrahlung im ZDF verfolgten 7,22 Millionen Zuschauer, womit ein Marktanteil von 21,8 % beim Gesamtpublikum erreicht werden konnte. Unter den 14- bis 49-Jährigen waren es 1,76 Millionen Zuschauer, was einem Marktanteil von 14,0 % entsprach.

### Kritik
Das Lexikon des internationalen Films ist der Meinung, die Episode sei ein „unterhaltsamer (Fernsehserien-)Krimi, der bürgerliche Doppelmoral aufs Korn nimmt“.
Die Redaktion von TV Spielfilm urteilt: „Ein »Wilsberg« kann keine Sünde sein“.
Prisma resümiert: „Dank der sympathischen Charaktere und der guten Darsteller ist dies beste Unterhaltung.“ Die Folge überzeuge durch eine „routinierte und spannende Umsetzung“. Hierfür vergab die Redaktion drei von fünf Sternen.
Das Fazit der Berliner Morgenpost lautet: „Leonard Lansink steht mit seiner schluffigen und trockenen Art im Mittelpunkt des Films, der auf brutale Bilder verzichtet, seine Spannung daraus bezieht, das Verbrechen ernst zu nehmen und dennoch eine stille Komik pflegt.“
Die Berliner Zeitung lobt die „stimmige Atmosphäre, die oftmals lakonischen Dialoge und das starke Zusammenspiel der Akteure“. Neben den Hauptdarstellern überzeugen in der Folge Schuld und Sünde insbesondere Franziska Walser und Christian Maria Goebel.